# Hirata
Die Hirata Kikō K.K. (jap. 平田機工株式会社, Hirata kikō kabushiki kaisha; engl. Hirata Corp.) ist ein japanisches Unternehmen mit Sitz in Kumamoto, Präfektur Kumamoto. Hirata zählt zu den weltweit größten Unternehmen in der Automatisierungstechnik und hat weltweit über 1500 Mitarbeiter an 22 Niederlassungen in 9 Ländern. Seit Dezember 2006 werden die Aktien des 1951 von Yasunari Hirata gegründeten Unternehmens unter dem Wertpapiercode 6258 an der JASDAQ gehandelt.
Die deutsche Tochter, Hirata Engineering Europe GmbH in Mainz produziert und vertreibt Roboter, Handhabungsgeräte und Komplettlösungen für die Automatisierung von Produktionsanlagen. 1981 hat Hirata als eines der ersten Unternehmen in Deutschland mit der Automatisierung von Kleinteilen begonnen.
Die Anlagen, Palettierer, Wechselsysteme zur Magazinierung von Kleinteilen und Handhabungssysteme werden bei Produktionsabläufen von Bosch, BMW, Fresenius Medical Care, Daimler, Philips, Siemens und in weiteren Unternehmen eingesetzt.

## Geschichte
Die Geschichte von Hirata-Robotern in Deutschland beginnt 1981. Hirata stellt zum ersten Mal SCARA-Roboter und Linearachsenroboter auf der Hannover Messe Industrie aus und schließt im gleichen Jahr einen Vertretungsvertrag mit einem deutschen Maschinenhandelsunternehmen zum Vertrieb der Geräte in Deutschland. Die ersten Vertriebsaktivitäten für diese Art von Robotern beginnen in einem völlig neuen Markt, denn die Automatisierung der Kleinteil-Montage und -Handhabung mit Robotern gibt es bis dato in Deutschland nicht. Erste nennenswerte Verkaufserfolge stellen sich 1983 ein. Einer der ersten Kunden ist die Fa. Grundig, die die Montage einer Baugruppe eines Kassettenlaufwerks mit SCARA-Robotern von Hirata automatisiert.
1985 kommt die zweite Generation der SCARA-Roboter und Linearachsenroboter auf den Markt. Es ist die AR-H-Serie mit drei Modellgrößen. Das meistverkaufte Modell ist der AR-H300 mit der zugehörigen Steuerung HAC-04. Die Firma Hella setzt in ihrem Werk in Recklinghausen mehrere dieser Roboter in einer Montagelinie ein. Die Geräte bleiben über 15 Jahre im Einsatz.
1986 wird die erste mit SCARA-Robotern ausgestattete Montagelinie zur Bestückung von Leiterplatten mit großen gedrahteten Bauteilen bei der Fa. SEL Graetz in Bochum von Hirata installiert.
1987 ist die dritte Generation der SCARA-Roboter, die AR-i-Serie, fertig entwickelt und steht zum Verkauf bereit. Zum ersten Mal überhaupt wird eine Multitasking-fähige Steuerung für SCARA-Roboter angeboten. Sie ermöglicht nicht nur die Steuerung des Roboters, sondern auch die Steuerung der Peripherie, ohne zusätzliche SPS.
Viele dieser Roboter werden als Lötroboter bei der Firma Philips eingesetzt, die heute noch in den Werken in Polen und Ungarn arbeiten.
1989 entwickelt Hirata einen der ersten SCARA-Roboter mit Direct-Drive-Antrieben und erhält für diese technische Leistung den Innovationspreis der japanischen Wirtschaftszeitung "Nihon Keizai Shinbun".
Diese Roboter sind sehr schnell und präzise in der Positionierung, allerdings ist diese Technik sehr teuer. Daher beginnt man sehr bald mit der Weiterentwicklung der SCARA-Roboter mit „konventioneller“ Antriebstechnik, d. h. Gleichstrommotor und Harmonic-Drive-Getriebe. Diese Technik hat bis heute Bestand und wird immer weiter verbessert.
1992 kommt die nächste Generation der SCARA-Roboter auf den Markt. Es ist die AR-C-Serie mit neuer Steuerung, basierend auf der 32-Bit-Prozessortechnologie und der neuen Programmiersprache HARL-III.
1993 wird die Hirata Robotics GmbH gegründet und übernimmt den Vertrieb für Hirata-Roboter in Europa, speziell für die deutschsprachigen Länder. Neben dem Vertrieb der Roboter werden nun auch komplette semi-standardisierte Automatisierungslösungen angeboten, bei denen der Roboter das Herzstück der Anlage ist. Beispiele sind Lötroboterstationen und Paletten-Magazinier- und -Wechsel-Systeme für Kleinteile sowie weitere im Hause Hirata entwickelte Komplettlösungen.
1996 beginnt Hirata mit der Entwicklung von Reinraum-Robotern für die Wafer- und LCD-Glas-Handhabung.
Mit der AR-S-Serie kommt 1997 die fünfte Generation der SCARA-Roboter in den Vertrieb. Außerdem wurden auch die Linearachsen komplett überarbeitet und auf die neue Antriebstechnik umgestellt. Die neue Steuerung verfügt über digitale Motorreglungen und Multitasking für 32 Tasks sowie die Weiterentwicklung der Programmiersprache HARL-III. Im Jahr 1999 werden wählbare, standardisierte E/A-Feldbustechnologien eingeführt. Ab jetzt können die Steuerungen mit Interbus-S, Profibus oder anderen Bussystemen ausgerüstet werden. Seit 2002 sind die SCARA-Roboter der AR-S-Serie und die Linearachsenroboter mit Absolut-Encodern lieferbar. Das Volumen der bewährten Stationssteuerung wird durch hochintegrierte Bauteile auf ein Drittel der bisherigen Baugröße reduziert. Außerdem ist die Stationssteuerung nun auch als Software-Lösung auf PC-Basis verfügbar, um noch effizienter mit der PC-Welt kommunizieren zu können.
2003 feiert Hirata Robotics GmbH 25 Jahre Hirata Roboter und 10-jähriges Bestehen.
2008 Hirata stellt bei der Motek eine neue universelle Montagezelle ACS-C (Assembly Cell System for Component) vor. Die ACS-C besteht aus einer Stahlkonstruktion und kann mit bis zu acht NC-Achsen ausgerüstet werden, die auf zwei Roboter-Kinematiken aufgeteilt werden können. Durch ein integriertes Transportbandsegment lassen sich mehrere Zellen aneinanderreihen und so zu einer Montagelinie kombinieren. Bedient und parametriert wird die Montagezelle über einen Touchscreen mit komfortabler Bedieneroberfläche. Durch die zahlreichen Schnittstellen gibt es vielfältige Möglichkeiten, mit anderen intelligenten Systemen zu kommunizieren.
2010 Entwicklung des Palettierer Modells LCP-600E mit freiprogrammierbarem Handhabungsgerät und des Tray-Wechselsystems Modell TLC speziell für die Zu- und Abfuhr von Trays bei geringer Autonomie und den semiautomatisierten Bereich.
2011 Mit Wirkung zum 1. August 2011 wird aus der Hirata Robotics GmbH die Hirata Engineering Europe GmbH. Mit dieser Namensänderung trägt das Unternehmen der Tatsache Rechnung, dass der Standort in Deutschland zur neuen Europazentrale der Hirata-Gruppe ausgebaut und ein Imagewechsel vollzogen wird. Wie schon die Muttergesellschaft in Japan wird Hirata Engineering Europe breiter aufgestellt sein und sich vom „klassischen“ Roboteranbieter zum Lieferanten für komplette Maschinen und Anlagen wandeln.
2012 Speziell für den Einsatz im Bereich der Motoren- und Getriebemontage wurde das vielseitig konfigurierbare Transportsystems VC75C entwickelt. Erster Großauftrag aus dem Automobilbereich in Europa.
Yasunari Hirata, der Firmengründer der Muttergesellschaft Hirata Corporation, Japan, stirbt am 7. August 2012 im Alter von 83 Jahren.
2013 Hirata stellt die neue AR-F-SCARA-Roboterserie mit batterieloser Encodertechnologie vor.
2016 Der Hauptsitz von Hirata in Japan wurde von Tokio nach Kumamoto verlegt.

## Einblick in die Einsatzgebiete

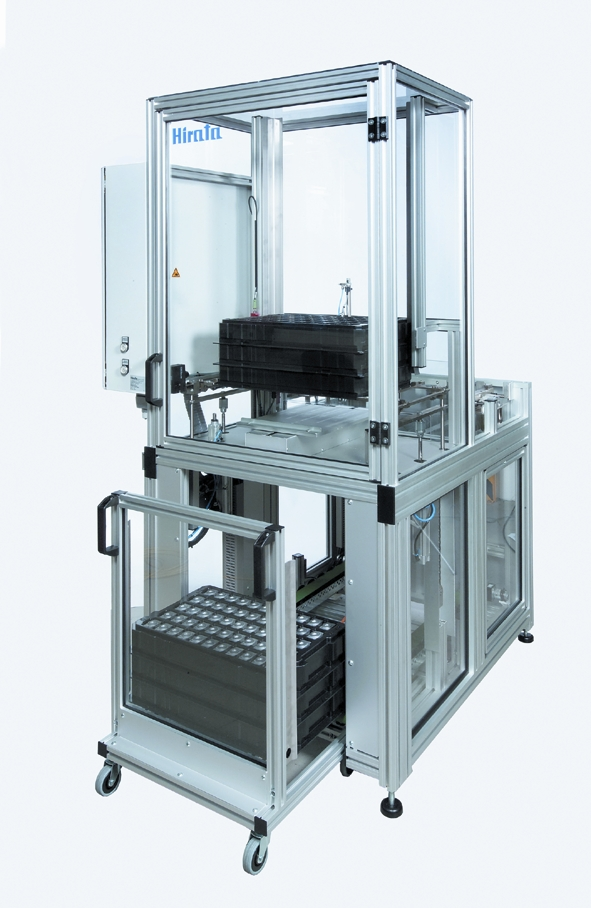
Bereitstellen von unbearbeiteten Ventilgehäusen in Kunststoff-Tiefziehpaletten an einer Fertigungsanlage

## Weltweite Niederlassungen
Hirata hat neben seinem Hauptsitz in Japan Niederlassungen in China (HIRATA Automated Machinery (Shanghai) Co.Ltd., HIRATA Mechanical Equipment Sales (Shanghai) Co., Ltd), Singapur (HIRATA FA Engineering (S) PTE LTD), Deutschland (HIRATA Engineering Europe GmbH), USA (HIRATA Corporation of America), Mexico (HIRATA Engineering S.A.de C.V), Thailand (HIRATA Engineering (Thailand) Co., Ltd), Malaysia (HIRATA FA Engineering (M) Sdn. Bhd.), Indonesien (PT.Hirata Engineering Indonesia) und in Taiwan (TAIWAN HIRATA Corporation).